# کمپین ریاست‌جمهوری برنی سندرز (۲۰۲۰)
آغاز به کار کارزار انتخاباتی ۲۰۲۰ برنی سندرز (انگلیسی: Bernie Sanders 2020 presidential campaign) در تاریخ ۱۹ فوریه ۲۰۱۹ توسط برنی سندرز سناتور آمریکایی و نماینده سابق کنگره به‌طور رسمی اعلام شد. این اعلان به دنبال گمانه‌زنی‌های گسترده‌ای مبنی بر این که وی پس از شکست در برابر هیلاری کلینتون در دور مقدماتی انتخابات ریاست جمهوری سال ۲۰۱۶، بار دیگر قصد نامزدی ریاست‌جمهوری را از جانب حزب دموکرات دارد، صورت پذیرفت.
اگر چه سندرز در سال ۲۰۱۶ رقابت را به کلینتون واگذار کرد اما به نظر می‌رسد برای انتخابات ریاست جمهوری سال ۲۰۲۰ یک رقیب جدی محسوب می‌شد. حامیان سندرز در روز نخست اعلام آمادگی وی برای حضور در انتخابات، مبلغ ۴ میلیون دلار به کارزار وی کمک مالی کردند.
سندرز در ۸ آوریل ۲۰۲۰، کمپین خود را برای انتخابات ریاست‌جمهوری ۲۰۲۰ آمریکا متوقف کرد. او در ۱۳ آوریل حمایت رسمی خود را از جو بایدن اعلام کرد. بایدن و سندرز در ویدیویی مشترک گفتند که در ادامه با یکدیگر همکاری خواهند کرد.

## رخدادها
نخستین همایش انتخاباتی سندرز در تاریخ ۲ مارس ۲۰۱۹ با حضور جمعیتی بالغ بر ۱۳ هزار نفر در بروکلین نیویورک برگزار شد.
او در این همایش با وعده انجام انقلاب سیاسی، به دوران کودکی خود و مشکلات اقتصادی که گریبانگیر والدینش به عنوان مهاجر یهودی بودند، پرداخت و عنوان کرد که من می‌دانم خاستگاهم کجاست و این چیزی است که هیچ‌گاه فراموش نخواهم کرد.

## وعده‌ها
او برای نخستین بار اعلام کرد که طرح بیمه همگانی را با شعار Medicare for all عملیاتی خواهد کرد.